# Bolívar (Bolivia)
Bolívar è un comune (municipio in spagnolo) della Bolivia, l'unico della provincia di Bolívar (dipartimento di Cochabamba) con 10.100 abitanti (dato 2010).

## Cantoni
Il comune è suddiviso in 9 cantoni (popolazione al censimento 2001):
- Bolívar - 3.437
- Carpani - 620
- Challoma - 242
- Comuna - 954
- Coyuna - 60
- Jorenko - 665
- Vilacaya - 541
- Villa Victoria - 904
- Yarbicoya - 1.181